# FK Berdiańsk
FK Berdiańsk (ukr. ФК «Бердянськ») – ukraiński klub piłkarski z siedzibą w mieście Berdiańsk, w południowo-wschodniej części kraju, założony w 1949 roku.

## Historia
Chronologia nazw:
- 1949: Błyskawka Osypenko (ukr. «Блискавка» Осипенко, ros. «Молния» Осипенко)
- 1952: Enerhija Osypenko (ukr. «Енергія» Осипенко, ros. «Энергия» Осипенко)
- 26.06.1958: Enerhija Berdiańsk (ukr. «Енергія» Бердянськ, ros. «Энергия» Бердянск)
- 2000: klub rozwiązano
- 2005: FK Berdiańsk (ukr. ФК «Бердянськ»)

Drużyna piłkarska Błyskawka lub Mołnija (z ros.) została założona w Osypenko (nazwa miasta Berdiańsk do 26.06.1958), w obwodzie zaporoskim w sierpniu 1962 roku i reprezentowała miejscowy zakład „Azowkabel”. Zespół występował w rozgrywkach mistrzostw i Pucharu obwodu zaporoskiego. W 1952 zmienił nazwę na Enerhija. W różnych okresach nosił także nazwy Awanhard i Azowkabel. W 1952 po raz pierwszy startował w rozgrywkach Mistrzostw Ukraińskiej SRR wśród drużyn kultury fizycznej. Potem jeszcze w latach 1955, 1956, 1958, 1959, 1979-1981, 1989, 1991 również brał udział w Mistrzostwach Ukraińskiej SRR. Również występował w rozgrywkach Mistrzostw i Pucharu obwodu. Po uzyskaniu niepodległości przez Ukrainę w sezonach 1992/93 i 1993/94 startował w Mistrzostwach Ukrainy wśród amatorów. Z przyczyn finansowych został rozwiązany na początku XXI wieku. 
W 2005 klub został reaktywowany i jako FK Berdiańsk kontynuował występy w rozgrywkach Mistrzostw i Pucharu obwodu i miasta.

## Sukcesy
- Mistrzostwa Ukraińskiej SRR:
  - brązowy medalista (1x): 1955 (3 strefa)
- Mistrzostwa obwodu zaporoskiego:
  - mistrz (1x): 1988
  - wicemistrz (2x): 1994, 1995
  - brązowy medalista (2x): 1991, 1993
- Puchar obwodu zaporoskiego:
  - zdobywca (1x): 1995
- Mistrzostwa Berdiańska:
  - mistrz (2x): 1992, 1997
  - wicemistrz (2x): 1993, 1994
- Puchar Berdiańska:
  - zdobywca (3x): 1996, 1997, 2000.